# Masse au repos
 (octobre 2013).
Si vous disposez d'ouvrages ou d'articles de référence ou si vous connaissez des sites web de qualité traitant du thème abordé ici, merci de compléter l'article en donnant les références utiles à sa vérifiabilité et en les liant à la section « Notes et références ».
La masse au repos,,, masse propre, ou encore masse invariante (par opposition à la masse relative ou masse relativiste, dépendante du référentiel), usuellement notée {\displaystyle m_{0}}, est la masse inerte d'un corps dans un référentiel inertiel où il est au repos, ou d'un système physique dans un référentiel inertiel où son centre d'inertie est au repos.
Le terme masse au repos a principalement été utilisé en relativité restreinte et en physique des particules. Il est aujourd'hui considéré comme obsolète, et remplacé par masse dans les articles scientifiques et les ouvrages spécialisés. On continue à le trouver dans les manuels scolaires, bien que la nouvelle convention date des années 1970.

## Masse au repos
Dans tout référentiel inertiel, elle peut être calculée à partir de l'énergie totale {\displaystyle E} de la particule et de sa quantité de mouvement {\displaystyle p=\|{\vec {p}}\|} par la relation suivante :
{\displaystyle m_{0}^{2}=\left({\frac {E}{c^{2}}}\right)^{2}-\left({\frac {p}{c}}\right)^{2}}
où {\displaystyle c} est la vitesse de la lumière.
On obtient cette relation à partir de la norme du quadrivecteur énergie-impulsion d'une particule :
{\displaystyle E^{2}-(p\,c)^{2}=m_{0}^{2}\,c^{4}}.
Si la particule est au repos, son énergie au repos {\displaystyle E_{0}} vaut donc :
{\displaystyle E_{0}=m_{0}\,c^{2}}.

## Masse relativiste
Ce concept vient de la théorie de la relativité restreinte qui a amené Albert Einstein à postuler l'équivalence entre la masse et l'énergie.
L'énergie d'une particule de masse au repos {\displaystyle m=m_{0}} allant à la vitesse v est {\displaystyle E(v)=\gamma .m_{0}.c^{2}} et sa masse relativiste est alors définie par  {\displaystyle m(v)={{E(v)} \over c^{2}}=\gamma .m_{0}}.
Ce qui permet d'utiliser eV et ses multiples comme unité de mesure de l'énergie de la particule ainsi que eV/c² pour la masse.

## Système de plusieurs particules
Le concept de masse invariante peut être généralisé pour un système de plusieurs particules. On ne considérera ici que des systèmes fermés pour des raisons de simplicité.

### Cas général
Dans le cas général, on a la relation suivante :
{\displaystyle \left(M_{0}c^{2}\right)^{2}=E^{2}-\left(pc\right)^{2}},
soit :
{\displaystyle M_{0}^{2}=\left({\frac {E}{c^{2}}}\right)^{2}-\left({\frac {p}{c}}\right)^{2}}
où {\displaystyle M_{0}} est la masse au repos totale du système, {\displaystyle E} l'énergie totale du système et {\displaystyle p=\left\|{\vec {p}}\right\|} la quantité de mouvement totale du système. On remarquera que cette formule est exactement la même que pour une particule seule, à la seule différence qu'il faut prendre les données globales du système à la place des données particulières.
Il faut néanmoins noter que cette masse invariante globale n'est pas égale à la somme des masses invariantes des particules composant le système : en plus de ces masses individuelles, il faut ajouter la masse « apparente » {\displaystyle M_{c}} correspondant à l'énergie cinétique interne {\displaystyle E_{c}} du système ({\displaystyle E_{c}=\sum _{i}E_{c,i}}, c'est-à-dire la somme des énergies cinétiques des particules dans le référentiel du centre de masse du système global ; {\displaystyle M_{c}=\sum _{i}m_{c,i}={\frac {E_{c}}{c^{2}}}}) ainsi que la masse {\displaystyle \Delta m} correspondant à l'énergie d'interaction {\displaystyle \Delta E} entre les particules ({\displaystyle \Delta E=\sum _{i}\Delta E_{i,j}}, c'est-à-dire la somme des énergies d'interaction pour chaque paire de particules du système ; {\displaystyle \Delta m=\sum _{i}\Delta m_{i,j}={\frac {\Delta E}{c^{2}}}}). Les relations entre données individuelles ({\displaystyle m_{0,i}} et {\displaystyle E_{0,i}}, {\displaystyle m_{c,i}} et {\displaystyle E_{c,i}}, {\displaystyle \Delta m_{i,j}} et {\displaystyle \Delta E_{i,j}}) et globales ({\displaystyle M_{0}} et {\displaystyle E}, {\displaystyle M_{m}} et {\displaystyle E_{m}}, {\displaystyle M_{c}} et {\displaystyle E_{c}}, {\displaystyle \Delta E} et {\displaystyle \Delta m}) sont donc :
{\displaystyle E=E_{m}+E_{c}+\Delta E=\left(\sum _{i}E_{0,i}\right)+\left(\sum _{i}E_{c,i}\right)+\left(\sum \Delta E_{i,j}\right),}
{\displaystyle {\vec {p}}=\sum _{i}{\vec {p}}_{i}~~;~~p=\left\|{\vec {p}}\right\|=\left\|\sum _{i}{\vec {p}}_{i}\right\|.}
et surtout, ce qui nous intéresse ici :
{\displaystyle M_{0}=M_{m}+M_{c}+\Delta m=\left(\sum _{i}m_{0,i}\right)+\left(\sum _{i}m_{c,i}\right)+\left(\sum \Delta m_{i,j}\right),}
Avec les données usuelles (les {\displaystyle m_{0,i}} ou {\displaystyle E_{0,i}}, les {\displaystyle E_{c,i}} et les {\displaystyle \Delta E_{i,j}}), on a :
{\displaystyle M_{0}=M_{m}+{\frac {E_{c}}{c^{2}}}+{\frac {\Delta E}{c^{2}}}=\left(\sum _{i}m_{0,i}\right)+\left(\sum _{i}{\frac {E_{c,i}}{c^{2}}}\right)+\left(\sum {\frac {\Delta E_{i,j}}{c^{2}}}\right),}
{\displaystyle M_{0}={\frac {E}{c^{2}}}={\frac {E_{m}}{c^{2}}}+{\frac {E_{c}}{c^{2}}}+{\frac {\Delta E}{c^{2}}}=\left(\sum _{i}{\frac {E_{0,i}}{c^{2}}}\right)+\left(\sum _{i}{\frac {E_{c,i}}{c^{2}}}\right)+\left(\sum {\frac {\Delta E_{i,j}}{c^{2}}}\right).}

### Cas particulier 1: particules sans interaction
Si les interactions entre les particules sont nulles, ou si elles peuvent être négligées (c'est-à-dire que l'énergie d'interaction peut être négligée devant les énergies de masse et/ou cinétique interne), on a alors :
{\displaystyle M_{0}=M_{m}+M_{c}=\left(\sum _{i}m_{0,i}\right)+\left(\sum _{i}m_{c,i}\right),}
{\displaystyle M_{0}=M_{m}+{\frac {E_{c}}{c^{2}}}=\left(\sum _{i}m_{0,i}\right)+\left(\sum _{i}{\frac {E_{c,i}}{c^{2}}}\right),}
{\displaystyle M_{0}={\frac {E}{c^{2}}}={\frac {E_{m}}{c^{2}}}+{\frac {E_{c}}{c^{2}}}=\left(\sum _{i}{\frac {E_{0,i}}{c^{2}}}\right)+\left(\sum _{i}{\frac {E_{c,i}}{c^{2}}}\right).}

### Cas particulier 2: particules «presque immobiles»
Dans certains cas, l'énergie cinétique peut être négligée : cette approximation est valable dans le cas où l'énergie de masse et/ou l'énergie d'interaction sont grandes devant l'énergie cinétique interne des particules. Ce cas particulier est un cas d'école : c'est une approximation théorique qui en pratique n'existe pas. On a alors :
{\displaystyle M_{0}=M_{m}+\Delta m=\left(\sum _{i}m_{0,i}\right)+\left(\sum \Delta m_{i,j}\right),}
{\displaystyle M_{0}=M_{m}+{\frac {\Delta E}{c^{2}}}=\left(\sum _{i}m_{0,i}\right)+\left(\sum {\frac {\Delta E_{i,j}}{c^{2}}}\right),}
{\displaystyle M_{0}={\frac {E}{c^{2}}}={\frac {E_{m}}{c^{2}}}+{\frac {\Delta E}{c^{2}}}=\left(\sum _{i}{\frac {E_{0,i}}{c^{2}}}\right)+\left(\sum {\frac {\Delta E_{i,j}}{c^{2}}}\right).}

### Cas particulier 3: particules «presque immobiles» et sans interaction
Ce cas est le cas extrême, combinaison des deux précédents, où l'énergie d'interaction et l'énergie cinétique interne sont toutes les deux négligeables devant l'énergie de masse du système. Dans ce cas, la masse propre du système global est simplement la somme des masses propres des particules composant le système :
{\displaystyle M_{0}=M_{m}=\sum _{i}m_{0,i},}
{\displaystyle M_{0}={\frac {E}{c^{2}}}={\frac {E_{m}}{c^{2}}}=\sum _{i}{\frac {E_{0,i}}{c^{2}}}}.

### Dans un autre système de coordonnées
Dans le cas d'un système de deux particules sans masse dont les impulsions sont séparées par un angle {\displaystyle \theta }, la masse invariante a pour expression simplifiée :
| {\displaystyle M^{2}\,} | {\displaystyle =(E_{1}+E_{2})^{2}-\\|{\vec {p}}_{1}+{\vec {p}}_{2}\\|^{2}\,}                                                                                       |
|                         | {\displaystyle =[(p_{1},0,0,p_{1})+(p_{2},0,p_{2}\sin \theta ,p_{2}\cos \theta )]^{2}=(p_{1}+p_{2})^{2}-p_{2}^{2}\sin ^{2}\theta -(p_{1}+p_{2}\cos \theta )^{2}\,} |
|                         | {\displaystyle =2p_{1}p_{2}(1-\cos \theta ).\,} |
De même, en physique des collisionneurs, les grandeurs telles que la pseudorapidité {\displaystyle \eta } ou l'angle azimutal {\displaystyle \phi }, associées à l'impulsion transverse {\displaystyle p_{T}}, sont souvent utilisées comme système de coordonnées dans les détecteurs. Dans l'hypothèse de particules sans masse ou relativistes ({\displaystyle E>>m}), la masse invariante prend la forme :
| {\displaystyle M^{2}\,} | {\displaystyle =2p_{T1}p_{T2}(\cosh(\eta _{1}-\eta _{2})-\cos(\phi _{1}-\phi _{2})).\,} |